# Coppa delle Alpi
La Coppa delle Alpi, organizzata dalla FIGC e dalla ASF, è stata una competizione calcistica per squadre di club disputata tra il 1960 e il 1987.
Dal 2007 esiste un torneo omonimo, la Coppa delle Alpi Under-19, organizzato in Svizzera e riservato a squadre Under-19 di tutta Europa.

## Storia e formula
Nelle prime edizioni il lotto delle partecipanti era composto da squadre di club italiane e svizzere, alle quali si aggiunsero club tedeschi occidentali e francesi, mentre le edizioni dal 1972 al 1987 hanno visto la partecipazione di squadre esclusivamente svizzere e francesi. Le prime sei edizioni videro il dominio delle squadre italiane su quelle svizzere e nell'edizione 1962 anche su quelle francesi, con i due trionfi della selezione italiana, due vittorie del Genoa, una del Napoli, che vinse tutte le partite disputate nell'edizione del 1966, ed una della Juventus.
Dal 1967 al 1969 parteciparono anche squadre tedesche occidentali (nel 1969 anche una belga), che firmarono subito due successi da parte di Eintracht Francoforte e Schalke 04, mentre l'edizione 1969 fu vinta per la prima volta da una squadra svizzera: il Basilea. Le edizioni 1970 e 1971 videro di nuovo la sola partecipazione di squadre italiane e svizzere, e ci fu il bis del Basilea 3-2 contro la Fiorentina, e la vittoria della Lazio. Dal 1972 non parteciparono più le squadre italiane, ma ritornarono le squadre francesi. L'edizione del 1972 venne vinta dal Nîmes, mentre le successive edizioni videro sei trionfi delle squadre svizzere (quattro del Servette, uno dei Young Boys e una del Basilea) e otto delle formazioni transalpine (tre del Monaco, due dell'Auxerre e uno ciascuno da parte dello Stade Reims, del Nantes e del Bordeaux). L'ultima edizione, disputatasi nel 1987, fu vinta dall'Auxerre.
Nelle edizioni 1960 e 1961 la classifica venne compilata sommando i punti delle squadre italiane e svizzere. Il torneo venne vinto in entrambe edizioni dalla Federazione italiana, ed alle squadre che la rappresentavano venne assegnata una coppa di dimensioni ridotte. Nella prima edizione, il Catania fu l'unica squadra italiana a vincere sia in casa che in trasferta, contro il Friburgo, contribuendo così in modo determinante alla vittoria finale italiana.

## Albo d'oro
| Edizione | Vincitore             | Secondo posto   | Terzo posto     |
| -------- | --------------------- | --------------- | --------------- |
| 1960     | FIGC (8 squadre)      | ASF (8 squadre) |                 |
| 1961     | FIGC (8 squadre)      | ASF (8 squadre) |                 |
| 1962     | Genoa                 | Grenoble        |                 |
| 1963     | Juventus              | Atalanta        | Roma            |
| 1964     | Genoa                 | Catania         | Roma            |
| 1965     | non disputata         | non disputata   | non disputata   |
| 1966     | Napoli                | Juventus        | Losanna, Zurigo |
| 1967     | Eintracht Francoforte | Monaco 1860     | Roma            |
| 1968     | Schalke 04            | Basilea         |                 |
| 1969     | Basilea               | Bologna         |                 |
| 1970     | Basilea               | Fiorentina      |                 |
| 1971     | Lazio                 | Basilea         |                 |
| 1972     | Nîmes                 | Bordeaux        |                 |
| 1973     | Servette              | Losanna         |                 |
| 1974     | Young Boys            | Basilea         |                 |
| 1975     | Servette              | Basilea         |                 |
| 1976     | Servette              | Nîmes           |                 |
| 1977     | Stade Reims           | Bastia          |                 |
| 1978     | Servette              | Losanna         |                 |
| 1979     | Monaco                | Metz            |                 |
| 1980     | Bordeaux              | Nîmes           |                 |
| 1981     | Basilea               | Sochaux         |                 |
| 1982     | Nantes                | Neuchâtel Xamax |                 |
| 1983     | Monaco                | Auxerre         |                 |
| 1984     | Monaco                | Grasshoppers    |                 |
| 1985     | Auxerre               | Monaco          |                 |
| 1986     | non disputata         | non disputata   | non disputata   |
| 1987     | Auxerre               | Grasshoppers    |                 |

### Titoli per squadra
| Squadre               | Trofei | Edizione               |
| --------------------- | ------ | ---------------------- |
| Servette              | 4      | 1973, 1975, 1976, 1978 |
| Monaco                | 3      | 1979, 1983, 1984       |
| Basilea               | 3      | 1969, 1970, 1981       |
| FIGC                  | 2      | 1960, 1961             |
| Genoa                 | 2      | 1962, 1964             |
| Auxerre               | 2      | 1985, 1987             |
| Juventus              | 1      | 1963                   |
| Napoli                | 1      | 1966                   |
| Eintracht Francoforte | 1      | 1967                   |
| Schalke 04            | 1      | 1968                   |
| Lazio                 | 1      | 1971                   |
| Nîmes                 | 1      | 1972                   |
| Young Boys            | 1      | 1974                   |
| Stade Reims           | 1      | 1977                   |
| Bordeaux              | 1      | 1980                   |
| Nantes                | 1      | 1982                   |

### Titoli per nazione
| Nazione        | Trofei | Squadre                                                       | Edizioni                                             |
| -------------- | ------ | ------------------------------------------------------------- | ---------------------------------------------------- |
| Francia        | 9      | Monaco (3), Auxerre (2), Nîmes, Stade Reims, Bordeaux, Nantes | 1972, 1977, 1979, 1980, 1982, 1983, 1984, 1985, 1987 |
| Svizzera       | 8      | Servette (4), Basilea (3), Young Boys                         | 1969, 1970, 1973, 1974, 1975, 1976, 1978, 1981       |
| Italia         | 7      | FIGC (2), Genoa (2), Juventus, Napoli, Lazio                  | 1960, 1961, 1962, 1963, 1964, 1966, 1971             |
| Germania Ovest | 2      | Eintracht Francoforte, Schalke 04                             | 1967, 1968                                           |